# Готовина, Анте
А́нте Гото́вина (хорв. Ante Gotovina; 12 октября 1955 года, с. Ткон, Задарская жупания, Социалистическая Республика Хорватия, СФРЮ) — отставной хорватский генерал-лейтенант, первоначально осужденный Международным трибуналом по бывшей Югославии по обвинению в преступлениях против сербского мирного населения во время войны в Хорватии, но позднее полностью оправданный.

## Биография

### Молодые годы
Анте Готовина родился 12 октября 1955 года в селе Тконе, на острове Пашмане, недалеко от Задара, в семье рыбака. С четырёх лёт воспитывался без матери, которая погибла, спасая Анте и его младшего брата от взрыва мины, оставшейся в Тконе со времён Второй мировой войны.
В 16 лет эмигрировал из Югославии во Францию. В 1973 году поступил на службу во Французский Иностранный легион под псевдонимом Андрия Грабовац (хорв. Andrija Grabovac). Был зачислен во 2-й Воздушно-десантный иностранный полк (2e REP), а после прохождения обучения в центре подготовки в городе По был переведён в спецназ Легиона (GCP). Принимал участие в операциях в Джибути, Заире (в том числе в битве при Колвези) и в миссиях на территории Кот-д’Ивуара. Был личным шофёром командира полка. В 1979 году получил французское гражданство и уволился из Легиона в звании старшего капрала (фр. caporal-chef).
Работал в негосударственных службах безопасности, связанных с движением голлистов (вместе со своим бывшим командиром Домиником Эруленом). Обучал в качестве военного инструктора бойцов различных вооружённых формирований и участвовал в ряде секретных операций на территории Латинской Америки (Аргентина, Гватемала, Парагвай, Никарагуа, Боливия, Чили).
По возвращении во Францию в 1986 году, Готовина был арестован и осуждён на 5 лет тюрьмы за ограбление ювелирного магазина в Париже в 1981 году, — но через год освобождён. В 1990 году едва не был задержан за вымогательство 350 000 франков у французского бизнесмена, однако ему удалось скрыться. Двое сообщников Готовины были арестованы. Позднее, в 1993 и 1995 годах французскими судами за похищение людей и вымогательства был заочно приговорён к 2 и 2,5 годам лишения свободы соответственно.

### Служба в Вооружённых силах Хорватии
Вернувшись в Хорватию, в июне 1991 года Готовина поступил на службу в Хорватскую национальную гвардию (хорв. Zbor narodne garde). Назначен командиром 1-й бригады Корпуса национальной гвардии. В том же году участвовал в боях против сербов в Западной Славонии. Благодаря большому опыту и способностям, быстро продвинулся по служебной лестнице. В конце 1991 года Хорватская национальная гвардия была переименована в Вооружённые силы Хорватии. В 1992 году Готовина получил звание полковника. С февраля по апрель 1992 года был заместителем командира специальной части Генштаба Хорватской армии (ХА), а с апреля по октябрь — членом Хорватского совета обороны (ХСО). Одновременно был назначен командующим Сплитским военным округом. В начале 1993 года наряду с генералами Янко Бобетко и Анте Росо был одним из разработчиков и командующих операцией «Масленица» (хорв. Maslenica) против войск Республики Сербская Краина в Северной Далмации. В 1994 году Готовине было присвоено звание генерал-майора. После этого он руководил обороной окрестностей Ливно и Томиславграда на территории Боснии и Герцеговины (операции «Прыжок 1», «Зима '94» и «Прыжок 2» (хорв. Skok 1, Zima '94 i Skok 2), проведённые 7 апреля 1994 года, 29 ноября — 24 декабря 1994 года и 4—11 июня 1995 года соответственно, против войск Республики Сербской).
С 25 по 30 июля 1995 года в Западной Боснии силами Хорватского совета обороны и армии Хорватии под общим командованием Анте Готовины была проведена операция «Лето '95» (хорв. Ljeto '95). В ходе операции были заняты города Гламоч и Босанско-Грахово на границе с самопровозглашённой Республикой Сербская Краина, что позволило замкнуть кольцо хорватских войск вокруг Книна перед проведением операции «Буря» для окончательной ликвидации Краины.
С 4 по 7 августа 1995 года в качестве командующего Сплитским корпусом принимал участие в операции «Буря». Незадолго до начала операции Готовине было присвоено звание генерал-лейтенанта. Он лично руководил штурмом Книна. После операции, по данным хорватских источников, были убиты 100—300 сербов, по данным сербских источников только гражданских лиц среди жертв было 1042 человека.
После падения РСК силами Хорватского совета обороны и армии Хорватии под общим командованием Анте Готовины в Западной Боснии с 8 по 15 сентября проводится операция «Мистраль» (хорв. Maestral), а с 8 по 15 октября — операция «Южное направление» (хорв. Južni potez). В результате этих 2-х операций сербские войска оказываются окончательно оттеснёнными от хорватской границы в сторону Баня-Луки.
12 марта 1996 года генерал-лейтенант Готовина назначен начальником Инспектората ВС Хорватии.
28 сентября 2000 года Готовина подписал Письмо двенадцати генералов, в котором обвинил левоцентристскую коалицию, СМИ и правительство Хорватии в очернении образа хорватских войск, участвовавших в войне 1991—1995 годов против Республики Сербской Краины и Республики Сербской. В ответ на это Президент Хорватии Стипе Месич на следующий день 29 сентября отправил в отставку и уволил Готовину из армии.

### Обвинения в военных преступлениях
21 мая 2001 года прокурором Международного трибунала по бывшей Югославии Карлой дель Понте в отношении Анте Готовины были выдвинуты обвинения в связи с его участием в командовании хорватской армией во время проведения операции «Буря» и в течение 3-х месяцев после завершения операции. За месяц до обнародования обвинительного заключения отставной генерал скрылся и летом того же года был объявлен в международный розыск.
8 декабря 2005 года Готовина был задержан полицией Испании на Канарских островах. У него были изъяты два паспорта, в одном из которых находились отметки о пересечении границ Аргентины, Чили, Китая, России и Чехии. Несколько дней спустя Готовина был передан Гаагскому трибуналу. В Хорватии, где Готовина многими считается национальным героем, в ответ на это прошли массовые демонстрации в его поддержку. Хорватские музыканты Мирослав Шкоро и Марко Перкович Томпсон записали песни «Reci, brate moj» (рус. «Скажи, брат мой») и «Sude mi» (рус. «Судят меня»), посвящённые арестованному генералу.
Рассмотрение дела генералов Анте Готовины, Ивана Чермака и Младена Маркача началось в Гааге 11 марта 2008 года.
15 апреля 2011 года был приговорён к 24 годам лишения свободы. Младен Маркач в ходе того же судебного заседания приговорён к 18 годам заключения, а Иван Чермак полностью оправдан.
Анте Готовина признан виновным в:
- преследовании (преступление против человечества);
- депортации (преступление против человечества);
- разграблении общественной и частной собственности (нарушение правил ведения боевых действий);
- чрезмерных разрушениях (нарушение правил ведения боевых действий);
- убийстве (преступление против человечества);
- убийстве (нарушение правил ведения боевых действий);
- негуманных действиях (преступление против человечества);
- жестоком обращении (нарушение правил ведения боевых действий).

Вынесение подобного приговора вызвало неоднозначную реакцию на родине генерала. Премьер-министр Хорватии Ядранка Косор лично встретила в аэропорту Загреба оправданного Ивана Чермака. По её словам, обвинительный приговор Готовине и Маркачу является «неприемлемым». В день вынесения приговора несколькими тысячами человек в Загребе была устроена акция протеста. Также о желании организовать собственные акции протеста объявили ветераны войны за независимость Хорватии. И сторона защиты, и сторона обвинения заявили о намерении обжаловать приговор.
16 ноября 2012 года Апелляционная палата Гаагского трибунала оправдала Анте Готовину и Младена Маркача. Они были отпущены на свободу из зала суда. В Загребском аэропорту освобождённых генералов встретила ликующая стотысячная толпа. В первом ряду стояла делегация дворян Турополья, одетых в чёрные доломаны и чёрные папахи[значимость факта?]. Сойдя с трапа, Готовина обменялся с ними рукопожатиями.

## Семья
Женат вторым браком на подполковнике хорватской армии Дуне Злоич, в 1997 году у них родился сын Анте. От сожительства с хорватской тележурналисткой Весной Карузой у Готовины есть дочь Ана (р. 1994). От первого брака с колумбийской журналисткой есть дочь Химена, родившаяся в первой половине 1980-x годов.

## Награды
- Орден Князя Домагоя с большой лентой (26 мая 1995)[14]
- Орден Бана Елачича (26 мая 1995)[15]
- Орден Николы Шубича Зринского (20 мая 1996)[16]
- Орден Хорватского креста (20 мая 1996)[17]
- Орден Хорватского трилистника (20 мая 1996)[18]
- Медаль Благодарности Родины (20 мая 1996)[19]